# Astrea (Colombia)
Astrea è un comune della Colombia facente parte del dipartimento di Cesar.
Il centro abitato venne fondato da Martín Mier Batista nel 1925, mentre l'istituzione del comune è del 18 aprile 1936.